# ساموئل باون پارسونز
ساموئل باون پارسونز (انگلیسی: Samuel Parsons؛ ۸ فوریه ۱۸۴۴ – ۳ فوریهٔ ۱۹۲۳) معمار منظر و معمار اهل ایالات متحده آمریکا بود.